# Franz Friedrich Graf Treuberg
Franz Friedrich Ferdinand Ludwig Engelbert Ernst Graf Fischler von Treuberg (* 6. August 1907 in Kloster Holzen; † 18. Oktober 1982 in London) war ein deutscher Dramaturg, Drehbuchautor, Regisseur, Filmproduzent und Schauspieler.

## Leben und Wirken
Der in einem seit 1813 in Familienbesitz befindlichen, gutsähnlichen Kloster geborene Sohn der Pazifistin Hetta Gräfin Treuberg besuchte nach seinem Abschluss am Gymnasium in Rom Nationalökonomie, später auch Theaterwissenschaft.
1930 zog er nach Paris und wurde dort als Dramaturg an das „Théatre des Ambassadeurs“ verpflichtet. 1936 übersiedelte er nach Lissabon, um dort den Posten eines Direktors einer Produktionsfirma zu übernehmen. 1941 wurde er (möglicherweise aufgrund seiner teiljüdischen Wurzeln) von der Gestapo festgenommen und bis 1943 inhaftiert. 
Unmittelbar nach Kriegsende produzierte er, gemeinsam mit Werner Hochbaum und Alf Teichs, im zerstörten Berlin für die „Demo-Film“ zwei Filme; es sollte seine erste wesentliche Nachkriegstätigkeit werden. Kurz darauf (1946) wechselte er als Dramaturg an das Berliner Hebbel-Theater unter der Intendanz von Karlheinz Martin. Dort konnte er auch einige Bühnenstücke (Cyankali, Ein Punkt in der Welt) inszenieren und wirkte überdies als Schauspiellehrer. 1950 wurde sein Stück Wenn der Teufel weint an dieser Bühne uraufgeführt.
Zwischendurch kehrte Graf Treuberg sporadisch zum Film zurück. Bei den beiden zum Teil in Deutschland gedrehten Arbeiten (1947/48 und 1954) des italienischen Starregisseurs Roberto Rossellini war er an den Dialogen (Deutschland im Jahre Null) beziehungsweise am Drehbuch („Angst“) beteiligt. Im erstgenannten Film übernahm der Graf auch eine winzige Rolle, beim zweiten assistierte er Rossellini bei der Regieführung.
1959 wurde Treuberg vom Generalintendanten des Düsseldorfer Schauspielhauses, Karl-Heinz Stroux, in dessen Büro geholt und kümmerte sich um nicht näher spezifizierte künstlerische Belange. Dort blieb er jedoch nur ein Jahr. Treubergs Rückkehr zum Film erfolgte Ende der 1960er Jahre; diesmal vor der Kamera. Vor allem in den frühen 1970er Jahren konnte man ihn als Franz (von) Treuberg mit kleinen Rollen in einer Reihe von italienischen Filmen sehen.
Graf Treuberg war mehrfach verheiratet, aus der Ehe mit Lucie Brenner ging ein Kind hervor. Er war entfernt verwandt mit dem deutschen Filmproduzenten und Ehemann des Stummfilmstars Henny Porten, Wilhelm von Kaufmann.

## Filme
- 1945: Befreite Musik (Kurzdokumentarfilm, Ko-Produktion)
- 1945: Dob, der Stallhase (Kurzer Zeichentrickfilm, Ko-Produktion)
- 1948: Deutschland im Jahre Null (Dialoge, Schauspieler)
- 1952: Männer ohne Tränen (La voce del silenzio) (Co-Drehbuch)
- 1954: Angst (Drehbuchmitarbeit, Regieassistenz)
- 1969: Scarabea – Wieviel Erde braucht der Mensch? (Schauspieler)
- 1971: Blindman, der Vollstrecker (Blindman) (Schauspieler)
- 1971: Das Syndikat (Schauspieler)
- 1971: Wilder Sex junger Mädchen (Drehbuchmitarbeit)
- 1972: Amore e morte nel giardino degli dei (Schauspieler)
- 1972: Der Teuflische (Schauspieler)
- 1973: 24 ore… non un minuto di più (Schauspieler)

## Anmerkung
1. ↑  Glenzdorfs internationales Film-Lexikon, Dritter Band. Bad Münder 1961, S. 1755